# Малинка Дмитро Тимофійович
Дмитро Тимофійович Малинка (1897, Ічнянщина — 1964) — лікар, керував лікарнею у Мрині. Учасник Німецько-радянської війни. 
Заслужений лікар УРСР. Нагороджений орденами СРСР.

## До життєпису
Закінчив гімназію в м. Ніжин, медичний факультет КДУ. 
З 1928 року і до кінця життя працював у с. Мрин. 
Керував лікарнею з 1929 по 1958.
Під його керівництвом побудована лікарня, в якій працювали терапевтичне, хірургічне, дитяче, акушерське відділення, виконувались складні операції. 
Під час Німецько-радянської війни очолював хірургічне відділення фронтового  госпіталю № 404, а потім – № 187.

## Відзнаки
- Указом Президії Верховної Ради УРСР від 30 грудня 1957 р. йому було присвоєно звання Заслуженого лікаря і нагороджено орденом Леніна.
- Був також нагороджений орденом Червоної Зірки.